# Marcin Thọ
Marcin Thọ (wiet. Martinô Thọ) (ur. ok. 1787 r. w Kẻ Báng, prowincja Nam Định w Wietnamie – zm. 8 listopada 1840 r. w Bảy Mẫu w Wietnamie) – wietnamski męczennik, święty Kościoła katolickiego.
Nazywał się Nho, natomiast był nazywany zgodnie z lokalnym zwyczajem Thọ od imienia jego dziewiątego syna. Marcin Thọ z powodu swojej uczciwości został wybrany na poborcę podatkowego. Podczas prześladowania chrześcijan w Wietnamie został ścięty 8 listopada 1840 r. razem z trzema księżmi: Józefem Nguyễn Đình Nghi, Pawłem Nguyễn Ngân, Marcinem Tạ Đức Thịnh oraz świeckim katolikiem Janem Chrzcicielem Cỏn.
Dzień wspomnienia: 24 listopada w grupie 117 męczenników wietnamskich.
Beatyfikowany 27 maja 1900 r. przez Leona XIII. Kanonizowany przez Jana Pawła II 19 czerwca 1988 r. w grupie 117 męczenników wietnamskich.